# Université d'agriculture de l'Assam
L’Université d'agriculture de l'Assam (Assam Agricultural University - AAU) est une université publique (en) d’enseignement agricole créée en 1969 à Jorhat, dans l’État d’Assam (Inde). La juridiction de l'Université s'étend à l'ensemble de l'État d'Assam en matière d'enseignement, de recherche et de vulgarisation dans le domaine de l'agriculture et des sciences connexes. L'université a plusieurs campus dont le siège est à Borbheta, Jorhat.
Elle a été fondée, dans le cadre de l'Assam Agricultural University Act, 1968, par Satya Ranjan Barooah à la demande de Bimala Prasad Chaliha (en) alors Chief Minister de l'Assam. Satya Ranjan Barooah en a été vice-chancelière (le chancelier de l'université était alors Braj Kumar Nehru (en)) de 1969 à 1977.
Lors de sa création, elle a reçu l'aide de l'Agence des États-Unis pour le développement international (USAID) et de l'Université d'État du Missouri.

## Collèges
- College of Agriculture, Jorhat
- College of Community Science, Jorhat
- College of Veterinary Science, Khanapara (en)
- College of Fishery Science, Raha (en)
- Biswanath College of Agriculture, Biswanath Chariali (en)
- Sarat Chandra Sinha College of Agriculture, Rangamati, District de Dhubri
- Lakhimpur College of Veterinary Science, North Lakhimpur
- College of Horticulture, Nalbari
- College of Sericulture, Titabor (en)
- College of Sericulture, Jorhat
- College of Horticulture, Jorhat